# イーネ空港
イーネ空港（イーネくうこう、英語: Ine Airport）は、マーシャル諸島アルノ環礁イーネ村にある、公共用の空港。この空港のlocation identifierは連邦航空局（FAA）からN20を、国際航空運送協会（IATA）からIMIをそれぞれ割り当てられている。

## 施設
イーネ空港は海抜4フィート（1.2m）に位置する。滑走路は08/26方向に整備され、サンゴ礫で舗装され、規模は2,450×50フィート（747×15m）である。イーネ空港を拠点とする航空機はない。

## 就航路線
| 航空会社           | 就航地               |
| ------------------ | -------------------- |
| マーシャル諸島航空 | リキエップ、マジュロ |